# Armin Scholl (Kommunikationswissenschaftler)
Armin Scholl (* 1962 in Mainz) ist ein deutscher Kommunikationswissenschaftler und Journalismus-Forscher. Er ist seit Januar 2011 außerordentlicher Professor am Institut für Kommunikationswissenschaft an der Westfälischen Wilhelms-Universität in Münster.

## Leben
Scholls Fachgebiete sind die empirische Journalismusforschung, Theorien, Methoden und Methodologie der Kommunikationswissenschaft sowie die Arbeitsgebiete Gegenöffentlichkeit/alternative Medien und Ökologie und Medien.

## Schriften
- Die Befragung als Kommunikationssituation. Westdeutscher Verlag, Opladen 1993, ISBN 3-531-12338-6.
- mit Siegfried Weischenberg: Journalismus in der Gesellschaft. Westdeutscher Verlag, Opladen 1998, ISBN 3-531-12509-5.
- (Hrsg.): Systemtheorie und Konstruktivismus in der Kommunikationswissenschaft. UVK, Konstanz 2002, ISBN 3-89669-328-X.
- Die Befragung. UVK, Konstanz 2003. 3. Auflage 2015, ISBN 978-3-8252-4080-6.
- mit Siegfried Weischenberg, Maja Malik: Die Souffleure der Mediengesellschaft. UVK, Konstanz 2006, ISBN 3-89669-586-X.
- (Hrsg.): Journalismus und Unterhaltung. VS, Wiesbaden 2007, ISBN 978-3-531-15291-2.